# عباس المناور
عباس حبيب المناور المسيلم الرشيدي،المعروف سياسيا ب عباس مناور، (1930 - 29 يناير 2015)، نائب سابق في مجلس الأمة الكويتي، وأحد رجالات الكويت.

## السيرة الذاتية
ولد في شرق في فريج «الرشايدة» وحفظ من القرآن الكريم ما يسره الله له منذ الصغر واتقن دراسة مسك الدفتر 'حساب التجار'، عمل كاتبا عام 1946 في شركة نفط الكويت وعمره لا يتجاوز السادسة عشرة، ثم انتقل للعمل في الميناء لمدة سنة ثم عمل كاتبا في إدارة الكهرباء عام 1955.

## حياته السياسية
بدأ عباس مناور طموحه السياسي بعد استقلال الكويت حيث شارك في المجلس التاسيسي في عام1962 ،كما كان رئيساً لجريدة الأيام التي كانت تصدر في دولة الإمارات العربية المتحدة، وعضواً في الكثير من مجالس الإدارات الأخرى كجمعيات ونوادي النفع العامة.

## حياته الشخصية
والد عباس مناور هو الوجيه حبيب بن مناور والذي كان يعمل نوخذه إبان فترة الغوص على اللؤلؤ قبل أن يصبح من تجار العقار، وهو خال النائب الكويتي السابق مبارك الدويلة،ووالد اللواء مطلق عباس المناور - المدير العام لإدارة الدفاع المدني السابق، ووالد المستشار بدر عباس المناور - مستشار نائب رئيس الوزراء ووزير الخارجية الكويتي وهو والد عبد اللطيف عباس المسيلم الذي شارك في انتخابات مجلس الأمة الكويتي 2003 وخسر، وشارك في انتخابات مجلس الأمة الكويتي 2006 وانسحب.

## حياته البرلمانية
خاض عباس مناور انتخابات مجلس الأمة الكويتي 1963 في الدائرة الرابعة، وحصل على 548 صوت وحل بالمركز الخامس وفاز بالانتخابات، وشارك في انتخابات مجلس الأمة الكويتي 1967 في الدائرة الرابعة، وحصل على 730 صوت وحل بالمركز الخامس وفاز بالانتخابات، وشارك في انتخابات مجلس الأمة الكويتي 1971 في الدائرة الرابعة، وحصل على 738 صوت وحل بالمركز الرابع وفاز بالانتخابات، وشارك في انتخابات مجلس الأمة الكويتي 1975 في الدائرة الرابعة، وحصل على 1045 صوت وحل بالمركز الرابع وفاز بالانتخابات، وشارك في انتخابات مجلس الأمة الكويتي 1981 في الدائرة الخامسة عشر، وحصل على 309 أصوات وحل بالمركز الثالث وخسر بالانتخابات، وشارك في انتخابات مجلس الأمة الكويتي 1985 في الدائرة الخامسة عشر، وحصل على 782 صوت وحل بالمركز الأول وفاز بالانتخابات، وشارك في انتخابات مجلس الأمة الكويتي 1992 في الدائرة الخامسة عشر، وحصل على 1350 صوت وحل بالمركز الأول وفاز بالانتخابات، وشارك في انتخابات مجلس الأمة الكويتي 1996 في الدائرة الخامسة عشر، وحصل على 807 أصوات وحل بالمركز السابع وخسر الانتخابات.

## دخوله المعارضة السياسية
ساهم في حركة دواوين الاثنين المعارضة لحل البرلمان عام 1990، وفي عام 1999 قرر اعتزال العمل السياسي والتفرغ للأنشطه الاجتماعية والتجارية، ويعتبر عباس المناور من رموز دولة الكويت السياسية والاقتصادية ومن الرعيل الأول الذين حملوا على كاهلهم هموم وطنهم وصدقوا محبته في قلوبهم ومن الوجهاء الأخيار والساسة الكبار ومرجع للقبيلة ولجميع أبناء الكويت في كبار الأحداث التي يواجهونها.

## وفاته
توفي النائب السابق عباس حبيب المسيلم عام 1436 هـ الموافق 29 يناير 2015 اثناء تلقيه العلاج في جمهورية المانيا عن عمر يناهز الخامس والثمانون عام.